# Nökkvi Þeyr Þórisson
Nökkvi Þeyr Þórisson (Dalvíkurbyggð, 13 agosto 1999) è un calciatore islandese, attaccante dello Sparta Rotterdam in prestito dal St. Louis City.

## Palmarès

### Individuale
- Capocannoniere della Úrvalsdeild: 1

2022 (16 gol)